# Aeroportul Smiths Falls-Montague
Aeroportul Smiths Falls-Montague (IATA: YSH, ICAO: CYSH) este un aeroport din Ontario, Canada.
Situat la o altitudine de 127 m, aeroportul dispune de o singură pistă.